# ستيفن ماثر
ستيفن ماثر (بالإنجليزية: Stephen Mather)‏ (و. 1867 – 1930 م) هو صحفي، من الولايات المتحدة الأمريكية، ولد في سان فرانسيسكو، توفي عن عمر يناهز 63 عاماً.

## مناصب
تولى منصب National Park Service director (16 مايو 1917–8 يناير 1929).

## التعليم
تعلم في جامعة كاليفورنيا، بركلي.